# Dorsale de Mendeleïev
Pour les articles homonymes, voir Mendeleïev (homonymie).
La dorsale de Mendeleïev (en russe Хребет Менделеева) est une large dorsale de l'océan Arctique. Elle s'étend du plateau continental sibérien, dans la région de la mer de Sibérie orientale vers les zones centrales de l'océan. Elle est rattachée à la dorsale Alpha du bassin amérasien. Elle a été nommée en l'honneur de Dmitri Mendeleïev.
L'origine de cette dorsale reste contestée, principalement à cause des données limitées que l'on possède. Il n'a pas encore été éclairci s'il s'agit d'une formation continentale ou océanique et si son origine est associée à celle de la dorsale Alpha.
Avec la dorsale de Lomonossov, elle est la base de la revendication actuelle de la Russie sur l'extension de la limite de son plateau continental jusqu'au pôle Nord. 